# Scelidosaurus
Scelidosaurus je dinosaurus koji je pripadao porodici dinosaurusa Scelidosauridae. Živeo je u periodu rane jure na britanskim ostrvima u današnjem Vermontu. Scelidosaurus je bio dinosaurus sa oklopom.

## Naučna klasifikacija
Fosile scelidosaurusa je prvi put otkrio britanski biolog, uporedni anatom i paleontolog Sir Ričard Oven. Scelidosaurus je klasa Thyeropoidae, a pripadao je porodici Scelidoauridae.

## Ishrana
Naučnici kao i za ostale dinosauruse nisu sigurni čime su se hranili. Pretpostavljaju da se scelidosaurus hranio travom i granjem.

## Oklop
Oklop scelidosaursa se sastojao od koštanih izraslina koje su virile iz scelidosaursove kože. Njegov oklop sličan je oklopu ankilosaurusa.

## Galerija
- Crtež scelidosaurusa
- Rekonstrukcija scelidosaurusa
- Crtež scelidosaurusa (drugi)
- Replika scelidosaurusa zabavlja posetioce dino-parka